# Zelo Buon Persico
Zelo Buon Persico ist eine Gemeinde mit 7422 Einwohnern (Stand 31. Dezember 2023) in der Provinz Lodi in der italienischen Region Lombardei.

## Ortsteile
Im Gemeindegebiet liegen neben dem Hauptort die Fraktionen Bisnate, Mignete, Muzzano and Villa Pompeiana, sowie die Wohnplätze Casolate und Molinazzo.